# Voix céleste
De voix céleste (Frans voor 'hemelse stem', ook wel in het Latijn: vox celestis) is een strijkend orgelregister, meestal 8-voets, dat een klein beetje hoger gestemd is dan de andere registers. Het wordt doorgaans samen met een ander (8-voets)register gebruikt, meestal een viola di gamba (Frans: viole de gambe), soms een salicionaal. Als beide registers samenklinken, vormt zich een warm, strijkend, zwevend geluid.

## Algemeen
De voix céleste werd voor het eerst op grote schaal toegepast door de Franse orgelbouwer Aristide Cavaillé-Coll (1811-1899). Het gedachtegoed van deze bouwer had een grote invloed op de ontwikkeling van de orgelbouw, zelfs dermate, dat componisten zich lieten (en laten) inspireren door het door hem gecreëerde zogenaamde (Frans-)symfonische orgeltype. In de voorgaande muziekstijlperioden was de polyfone compositievorm (zie Contrapunt) de meest vooraanstaande. Het was om die reden wenselijk dat het orgel een heldere klank had, zodat de individuele stemmen goed waarneembaar waren. Cavaillé-Coll had echter een homogeen klankbeeld voor ogen dat de verschillende klanken van een orkest diende te imiteren. De combinatie voix céleste en viola di gamba (eventueel in combinatie met meerde 8-voets labiaalregisters) diende vanzelfsprekend om het geluid van een strijkersensemble na te bootsen. In de romantische stijlperiode is overgangsdynamiek een belangrijk gegeven. Om die reden is het gebruik van een zwelkast in combinatie met strijkende registers bijzonder effectief.
Cavaillé-Coll plaatste de registercombinatie voor het eerst in het door hem nieuwgebouwde orgel (1846) van de Madeleine in Parijs. Hoewel de combinatie viola di gamba en voix céleste tegenwoordig vrijwel altijd in een zwelkast wordt gebouwd, plaatste Cavaillé-Coll het duo op het positif (vergelijkbaar met het in Nederland wel voorkomende onderpositief). In de jaren erna gaf Cavaillé-Coll de registers een vaste plek in het récit expressif (zwelwerk). Zelfs op de kleinere orgels van de Franse bouwer is de combinatie van strijkers meestal wel te vinden. De ideeën van de Franse bouwer bleven zich ontwikkelen, en rond 1870 bouwde hij bij de grotere orgels het positif ook in een zwelkast. Dit positif expressif kreeg rond die tijd hun eigen strijkersduo: salicionaal en unda maris (Latijn voor 'golfslag').

## Oorsprong
De voix céleste is geen uitvinding van Cavaillé-Coll, zoals over het algemeen wordt aangenomen. Over de oorsprong van het register is men het niet geheel eens, hoewel de voce umana de directe voorvader lijkt te zijn. Dit is een op Italiaanse barokorgels voorkomend handmatig te verstemmen labiaalregister, dat in samenspraak met de principale (of prestant) een licht zwevend geluid produceert. (De naam voce umana moet overigens niet worden verward met vox humana en voix humaine: dit betreft een tongwerk met een geheel andere klankkleur.) Hoewel er technische overeenkomsten zijn tussen de voix céleste en de voce umana, zijn de klankeigenschappen verschillend. Wordt het klankkarakter van de voce umana (in combinatie met principale) wel omschreven als zangerig en klagend, de voix céleste (in combinatie met viola di gamba) daarentegen klinkt ietwat nasaal en warm.

## Klank
In de loop der jaren werd het register verschillend geïntoneerd. Desondanks is de intonatie van Cavaillé-Coll het kenmerkendst. Deze wordt omschreven als gelijkend op die van een Frans drukwindharmonium: zacht, strijkend en ietwat nasaal. De mensurering van het pijpwerk is eng tot zeer eng, hetgeen de nasale klank verklaart: feitelijk zijn strijkers (zeer) zachte prestanten. De eerder genoemde unda maris is breder gemensureerd en heeft (in samenspraak met de salicionaal) een warmere en vollere klank, die daardoor ook pregnanter aanwezig is. Overigens is de voix céleste bijna zonder uitzondering hoogzwevend gestemd ten opzichte van de viola di gamba. De unda maris is echter laagzwevend gestemd ten opzichte van de salicionaal.

## Toepassing
Het register is solistisch en in andere combinaties vrijwel onbruikbaar, doordat het ten opzichte van één enkel ander strijkend register zwevend gestemd is. In combinatie met dit register ontstaat een warmer, zwevend geluid.
Deze registercombinatie werd bijna zonder uitzondering door iedere Frans-romantische componist wel voorgeschreven en is vanzelfsprekend typerend voor met name de romantische, maar tevens de vroegmoderne en hedendaagse stijlperioden.
De ideeën van Cavaillé-Coll zijn typerend voor de Frans-symfonische orgelbouwstijl. Stijlgenoten namen zijn ideeën grotendeels over, bijvoorbeeld: Adema en Maarschalkerweerd (Nederland) en Schyven (België). Ook bouwers met andere ideeën werden door Cavaillé-Coll beïnvloed: Willis (Engels-symfonische stijl) en Walcker en Sauer (Duits-romantische stijl). Bij alle genoemde bouwers komt de registercombinatie al dan niet in gewijzigde vorm voor.

## Trivia
- In partituren van Franse componisten treft men de registratieaanwijzing voix célestes vaak aan. Hiermee wordt de combinatie viole de gambe en voix céleste bedoeld, en niet meerdere zwevend gestemde registers tegelijk. Laatstgenoemde wordt aangeduid met de term jeux ondulants (Frans, letterlijk: zwevende stemmen). De unda maris heeft een andere klank en wordt daarom apart voorgeschreven (in principe zonder de toevoeging salicional, daar deze vanzelfsprekend is). De term jeux gambées kan voor wat verwarring zorgen. Strikt genomen worden hiermee alle strijkers (exclusief de zwevend gestemde) bedoeld, maar de term wordt door een enkeling ook gebezigd voor het gebruik van alle strijkers (inclusief de zwevend gestemde).
- De toevoeging céleste wordt met name in de Amerikaanse orgelbouw gebruikt voor ieder zwevend gestemd register. Zo is een flute céleste (zwevend gestemde fluit) op een dergelijk orgel niet ongewoon.
- Er zijn verschillende andere namen gebruikt voor zwevend gestemde strijkregisters. Traditioneel is dit het geval als er meerdere combinaties aanwezig zijn. Cavaillé-Coll paste bij de bouw van zijn opus magnum in de Église Abbatiale St. Ouen in Rouen (1890) een Voix Éolienne (niet te verwarren met Aeoline) toe op het récit, welke zwevend gestemd is met de cor de nuit (nachthoorn). Door andere bouwers zijn vele uiteenlopende naamvarianten bedacht, de eerdergenoemde nomenclatuur is echter verreweg de meest voorkomende.

Aliquot · Bourdon · Chamadewerk · Cornet · Cymbelster · Dulciaan · Fluit · Gedekt · Grondstem · Hobo · Holpijp · Mixtuur · Nachtegaal · Prestant · Roerfluit · Salicionaal · Strijkers  · Subbas · Tolkaan · Voix céleste · Vulstem